# Брускета
Брускèта (на италиански: bruschetta, мн. ч. bruschette, брускети) е италианско селско ястие, породено от нуждата на фермерите за запазване на хляба. Към 21 век се счита за предястие в Италия.

## Етимология
„Брускета“ е термин от италианските региони Лацио и Абруцо, който се радва на разпространение из цяла Италия и произлиза от италианското pane bruscato – „препечен хляб“.
Италианското съществително име bruschetta (мн. ч. bruschette) идва от римския диалектен глагол bruscare, еквивалент на италианската дума abbrustolire, която означава „препичам“ или „пека на въглища“.

## История
Брускетата възниква в Италия през 15 век. Въпреки това ястието може да бъде проследено до Древен Рим, когато производителите на маслини донасяли маслините си в местната преса за маслини и опитвали прясно пресованото си масло с помощта на филийка хляб.

## Рецепта
Състои се от филия стар хляб или хляб, препечен на скара или във фурната, върху който се натрива на топло скилидка чесън, която се разтопява отгоре му от топлината. След това филията се подправя със зехтин и сол, и също с черен пипер. Зехтинът трябва да е възможно най-вкусен. Освен това могат да се добавят нарязани домати и див копър.

## Регионални варианти

### Калабрия
В Калабрия брускетата се нарича fedda ruscia (препечена филия) и се подправя с домати, олио, сол, черен пипер и риган.

### Кампания
Брускетата, родена като закуска за полски работници, е широко разпространена в регион Кампания, където е овкусена с пресни домати, олио, чесън и понякога риган. След като стават предястие, брускетите от Кампания днес могат да включват аншоа, маслини, сирена (като скаморца и моцарела) и дори кремове или пастети от чушки, гъби, тиквички, патладжани на кубчета, салами.

### Пиемонт
В Пиемонт има вид брускета, наречен на пиемонтски Sòma d'aj („товар от чесън“). Тя се състои от филийка препечен хляб, върху която се натрива скилидка чесън. Това е рецепта от Монферат, Ланге, Салуцо и Пинероло, традиционна за реколтата, особено по време на обяда на жътварите, и обикновено се придружава от чепки грозде (долчето или москато).

### Пулия
В Пулия са традиционни хлебните изделия на фурна (като известният хляб Алтамура, но също и бисквитите и фризелите). Брускета – традиционна храна на фермерите се приготвя чрез нагряване на филийките хляб върху жаравата на камините на къщата и подправянето им със зехтин и домати собствено производство. С превръщането на брускетата в предястие се раждат много варианти. Известна е и Fedda rossa, широко разпространена в град Матера, а предвид близостта на града до Пулия много от неговите ястия (включително брускети) са включени в готварската книга на региона.

### Тоскана
В Тоскана брускетата е известна като fettunta или fett'unta, особено в районите близо до Флоренция. Тя няма други съставки освен застоял или прясно препечен „глупав“ тоскански хляб, чесън, олио, сол и черен пипер. На други места се нарича panunta или panunto и може да бъде придружена, както е в съседна Умбрия, от лъжица боб ал фиаско. Някои редки варианти включват използването на шунка и наденица (салсича). Ако е приготвен от брашна с добро качество, престоялият тоскански хляб се съхранява дълго време и лесно се препича, като отвътре става мек, а на коричката е хрупкав.
Брускетата се среща и в Марема (обширен географски район между Тоскана и Лацио). Това навремето е било свързано с въглищарите, които са разнасяли дървени въглища (наричани brusca или brusta) къща по къща и с които са се палели камините. „Глупавият“ домашен хляб се е препичал върху жаравата на камината.

### Абруцо
В регион Абруцо се сервира вариант на брускети, приготвени със салам, наречен вентричина (ventricina). Суровите продукти от свинско месо и подправките, поставени в мехур на прасе, отлежават и пастата се намазва върху отделни филийки хляб, които понякога се пекат на скара.